# Genealogia Paulistana
Genealogia Paulistana è una composizione letteraria di materiale storico e genealogico, scritta da Luís Gonzaga da Silva Leme, e pubblicata in nove volumi tra il 1903 e il 1905. È la più grande compilazione di materiale riguardante la genealogia brasiliana, che conta più di 2000 pagine.
Silva Leme descrive le famiglie più importanti che vissero nella colonia di San Paolo nei secoli XVI-XVII e che in seguito esplorarono l'entroterra dell'America del Sud orientale. Vi sono racconti che riportano lo stile di vita della gente riguardo a vari settori, come l'economia e l'amministrazione, durante il periodo della colonia e in quello seguente con la formazione dell'Impero del Brasile.
Ogni volume è diviso in Titoli ("Títulos"), che rappresentano le diverse famiglie e i loro discendenti. I paragrafi Errori ("Errata") e Aggiunte ("Addenda"), pubblicati nel nono volume, sono serviti a correggere errori e ad aggiungere informazioni a quelle già presenti nei Titoli.
Nel 1999 il Progetto Genealogia Paulistana ("Projeto Genealogia Paulistana") ebbe inizio con l'aiuto di volontari che trasferirono il lavoro di Silva Leme su Internet. Il progetto venne completato nel 2003.
Nel 2002 Marta Maria Amato, una genealogista di San Paolo, visionò e corresse ulteriormente il materiale.